# John Strachey (funcionario)
John Strachey GCSI, CIE (5 de junio de 1823 - 19 de diciembre de 1907) fue un funcionario británico, activo en el Raj británico.

## Biografía
John Strachey nació en Londres el 5 de junio de 1823. Tras estudiar en Haileybury, Strachey se incorporó al servicio civil de Bengala en 1842, sirviendo en las provincias noroccidentales en varios puestos. 
En 1861, Lord Canning le nombró presidente de una comisión para investigar la gran epidemia de cólera de ese año. En 1862 se convirtió en comisionado judicial de las provincias centrales. En 1864, tras el informe presentado sobre las condiciones sanitarias del ejército, Strachey fue nombrado presidente de la comisión sanitaria permanente en la India.
En 1868, fue nombrado miembro del Consejo del Gobernador General, convirtiéndose tras el asesinato de Lord Mayo en 1872 en virrey provisional. En 1874 fue nombrado Teniente Gobernador de las provincias del noroeste. En 1876, a petición de Lord Lytton y del secretario de estado, dejó ese puesto y volvió al Consejo del Gobernador General como responsable de finanzas, cargo que mantuvo hasta 1880, cuando Strachey dejó la India.
Entre 1885 y 1895, Strachey fue miembro del consejo del Secretario de Estado para la India.
John Strachey murió en 1907.